# ایو گوردون
ایو گوردون (انگلیسی: Eve Gordon؛ زادهٔ ۲۵ ژوئن ۱۹۶۰) یک هنرپیشه اهل ایالات متحده آمریکا است. وی از سال ۱۹۸۱ میلادی تاکنون مشغول فعالیت بوده‌است.
او در فیلم عزیزم، ما خودمان را کوچک کردیم  بازی کرده است.